# Nicanor Teixeira
Nicanor de Araújo Teixeira, mais conhecido como Nicanor Teixeira (Barra do Mendes, 1 de junho de 1928) é um compositor e violonista brasileiro.

## Legado
Em 2001, foi lançado o disco "Nicanor Teixeira por 28 Grandes Intérpretes", em que 28 músicos renomados, incluindo, Jodacil Damaceno, Guinga, Léo Soares, Bartholomeu Wiese e Afonso Machado, interpretam canções compostas por Teixeira.  Além disso, o violonista foi tema do livro "Nicanor Teixeira: A música de um violonista - compositor brasileiro" e de tese de doutorado.